# Берёза (приток Межи)
Берёза — река в Тверской области России, левый приток Межи.
Длина — 106 км, площадь водосборного бассейна — 720 км².
Этимология гидронима связана с преобладающей растительностью по берегам реки.
Протекает по территории Оленинского и Нелидовского районов. Берёт начало юго-восточнее деревень Кулаковка и Пустынька, севернее урочища Шереметьев Большак. Верхнее течение северо-западного направления при ширине реки от 8 до 18 м, глубине до 3 м и скорости течения 0,3 м/с, долина слабо врезанная.
В среднем течении с севера огибает Мостовское водохранилище и меняет направление на юго-западное, протекая несколько километров вдоль линии Октябрьской железной дороги. Ширина реки на этом отрезке 18—28 м, глубина — 1—3 м, скорость течения — 0,4 м/с, долина имеет пойму и надпойменную террасу.
Русло реки в нижнем течении более извилистое. Ширина реки — 12—17 м, глубина — 0,7—1,0 м, скорость течения — 0,2 м/с, дно песчаное и твёрдое, ближе к устью — каменистое. Ниже деревни Новосёлки пересекает автодорогу Р136 и впадает в реку Межу.
Замерзает в конце ноября, вскрывается в начале апреля. Среднегодовой расход воды составляет 3,5 м³/с. 
Основные притоки: Берёзка, Витка, Возьменка — правые; Медведка, Дроздовка — левые. 
Вдоль течения реки расположены населённые пункты Гришинского, Новосёлковского и Мостовского сельских поселений, крупнейший из которых — посёлок Мирный.